# 13F busz (Sopron)
A soproni 13F jelzésű autóbusz Jereván lakótelep és Sopronkőhida, autóbusz-forduló (Most: Sopronkőhida, fegyház) végállomások között közlekedett.

## Történet
Az autóbuszjárat 1999. június 19-én indult első útjára a megszüntetett 6-os járat helyett, ekkor még naponta közlekedett, és csak a Sopronkőhida ABC (Most: Sopronkőhida, Pesti Barnabás utca) megállóig. Egy évvel később 2000. május 27-től újra jár a 6-os busz, emiatt a járat már csak hétköznap közlekedik, de már Sopronkőhida, autóbusz-forduló (Most: Sopronkőhida, fegyház) végállomásig. A téli kihasználatlanság miatt ez a járat is csak májustól októberig közlekedik. 2001. június 8-án közlekedett utoljára.

## Sopronkőhida és Tómalomfürdő autóbusz-közlekedése
A 13F jelzésű busz a Juharfa úton, az Ógabona téren (ellenkező irányban a Várkerületen), majd a Pozsonyi úton, végül pedig a Pesti Barnabás utcán át közlekedett, Tómalomfürdő érintésével (most ugyanezen az útvonalon közlekedik a 13B járat). Alapjárata a 13-as busz, amely nem tér be Tómalomfürdőre. A 33-as busz egy helyközi járat Sopron és Fertőrákos között, amely helyi utazásra igénybe vehető az Autóbusz-állomás és Sopronkőhida, Pesti Barnabás utca megállók között. Hétvégén csak ezzel a járattal lehet Sopronkőhidára utazni! A 33-as busz korábban 13HK jelzéssel közlekedett, és valamivel kevesebb megállóhelyen állt meg. Tómalomfürdőre közlekedik még a 6-os busz, amely a 13B busszal azonos útvonalon közlekedik, de ez a járat október első vasárnapját követő hétfőtől április 30-ig a kihasználatlanság miatt nem közlekedik. Korábban az Autóbusz-állomás és Sopronkőhida között közlekedett a 13M jelzésű busz munkanapokon, a kora reggeli órákban, rövidített útvonalon, az Ógabona tér és a Híd utca érintése nélkül a Patak utcán keresztül.

## Közlekedés
A vonalon Ikarus 260, Ikarus 280, Ikarus 415, Credo BC 11 és Rába Premier 091 típusú járművek közlekedtek.

## Útvonala
| Sopronkőhida, autóbusz-forduló felé |
| --- |
| Jereván lakótelep vá. – Juharfa út – Teleki Pál út – Lackner Kristóf utca – Ógabona tér – Petőfi tér – Széchenyi tér – Móricz Zsigmond utca – Magyar utca – Fapiac utca – Híd utca – Pozsonyi út – Tómalom sor – Pesti Barnabás utca – Sopronkőhida, autóbusz-forduló vá. |

| Jereván lakótelep felé |
| --- |
| Sopronkőhida, autóbusz-forduló vá. – Pesti Barnabás utca – Tómalom sor – Pozsonyi út – Híd utca – Fapiac utca – Magyar utca – Ötvös utca – Várkerület – Lackner Kristóf utca – Teleki Pál út – Juharfa út – Jereván lakótelep vá. |

## Megállóhelyei
| 13F (Jereván lakótelep – Juharfa út – Ógabona tér / Várkerület – Híd utca – Pozsonyi út – Tómalomfürdő – Sopronkőhida, autóbusz-forduló) |                                                                     |      | |
| Perc | Megálló neve                                                        | Perc | Átszállási lehetőségek |
| 0 | Jereván lakótelep                                                   | 23   | 1, 2, 5, 5A, 6, 7, 7A, 9, 10, 10A, 10B, 10M, 11, 12, 12A, 13, 14M, 17, 18, 20                                                                     |
| 1 | Juharfa út 16.                                                      | 22   | 1, 2, 6, 7, 7A, 9, 12, 12A, 13, 14M, 17, 18 |
| 2 | Teleki Pál út 2.                                                    | 21   | 1, 2, 5, 5A, 6, 7, 7A, 9, 10, 10A, 10B, 10IB, 10M, 12, 12A, 13, 14M, 17, 18, 20                                                                   |
| 3 | Lackner Kristóf utca (most: Lackner Kristóf utca, autóbusz-állomás) | 20   | 1, 2, 3, 4, 5, 5A, 6, 7, 7A, 9, 10, 10A, 10B, 10IB, 10M, 12, 12A, 13, 13M, 14, 14M, 16, 17, 18, 20, 21, 21A Helyközi és távolsági autóbuszjáratok |
| 4 | Ógabona tér 14. (Most: Ógabona tér, Újteleki utca)                  | –    | 5, 5A, 6, 9, 10, 10A, 10B, 13, 14, 14M, 17, 18, 20, 21                                                                                            |
| 5 | Petőfi tér                                                          | -    | 6, 13 |
| – | Várkerület, Festő köz                                               | 19   | 1, 2, 4, 5, 5A, 6, 9, 10, 10A, 10B, 10IB, 10M, 10MB, 12, 12A, 13, 14, 14M, 17, 18, 20, 21                                                         |
| – | Várkerület 59. (Most: Várkerület, Árpád utca)                       | 18   | 1, 2, 4, 5, 5A, 6, 9, 10, 10A, 10B, 10IB, 10M, 10MB, 12, 12A, 13, 14, 14M, 20, 21                                                                 |
| 8 | Móricz Zsigmond utca 20. (Most: Móricz Zsigmond utca)               | –    | 6, 7, 13, 14, 14M |
| 10 | Fapiac utca 11. (Most: Fapiac)                                      | 15   | 4, 6, 7, 7A, 13, 14, 14M |
| 11 | Híd utca 17. (Most: Híd utca, Balfi út)                             | 14   | 6, 7, 7A, 13, 14, 14M |
| 12 | Híd utca 58. (Most: Híd utca, Rákosi út)                            | 13   | 6, 7, 7A, 13 |
| 13 | Pozsonyi út, Szent Mihály Temető                                    | 12   | 6, 13, 13M |
| 9 | Pozsonyi út, Üvegtechnikai Üzem (Most: Pozsonyi út, autószalon)     | 10   | 6, 13, 13M |
| 16 | Pozsonyi út, Sand dűlő                                              | 8    | 6, 13, 13M |
| 18 | Vízműtelep (Most: Pozsonyi út, régi vízműtelep)                     | 6    | 6, 13, 13M |
| 20 | Jánostelep elágazás (Most: Jánostelep, bejárati út)                 | 5    | 6, 13, 13M |
| 21 | Tómalmi elágazás, csemetekert (Most: Tómalmi csemetekert)           | –    | 6, 13, 13M |
| – | Tómalmi elágazás                                                    | 4    | 6, 13, 13M |
| 22 | Tómalomfürdő, autóbusz-forduló (Most: Tómalomfürdő)                 | 3    | 6 |
| 23 | Tómalmi elágazás                                                    | –    | 6, 13, 13M |
| – | Tómalmi elágazás, csemetekert (Most: Tómalmi csemetekert)           | 2    | 6, 13, 13M |
| 24 | Sopronkőhida, ABC (Most: Sopronkőhida, Pesti Barnabás utca)         | 1    | 13, 13M |
| 25 | Sopronkőhida, autóbusz-forduló (Most: Sopronkőhida, fegyház)        | 0    | 13, 13M |